# Callithericles brazzavillensis
Callithericles brazzavillensis är en insektsart som först beskrevs av Marius Descamps 1967.  Callithericles brazzavillensis ingår i släktet Callithericles och familjen Thericleidae. Inga underarter finns listade i Catalogue of Life.